# James Obiorah
James Obiorah (Jos, 24 augustus 1978) is een Nigeriaanse voormalig voetballer. Hij was een aanvaller.

## Clubcarrière
Obiorah begon met voetballen bij Kwara Bombers. In 1994 verruilde hij die club voor Enyimba FC en in 1995 kocht RSC Anderlecht hem over. Daar maakte hij zijn debuut in het A-elftal. Obiorah speelde dertien wedstrijden dat seizoen en was goed voor vier doelpunten. In 1996 en 1997 werd Obiorah een vaste waarde in de aanval van Anderlecht, maar in 1998 vertrok hij naar Zwitserland.
Daar ging hij spelen voor Grasshoppers Zürich. Obiorah bleef er drie seizoenen en won er één keer de titel, maar spelen deed hij nauwelijks. Obiorah trok naar Lokomotiv Moskou. In 2002 won hij de Beker van Rusland en de landstitel met de club uit Moskou.
In 2003 trok de Nigeriaanse aanvaller naar Cádiz CF, waarmee hij in de Spaanse tweede klasse speelde. In 2004 keerde hij terug naar Lokomotiv Moskou. Daar bleef hij ditmaal één seizoen. Hij trok vervolgens naar Niort en vervolgens naar Grazer AK. Tijdens het seizoen 2005-'06 verliet hij Grazer AK en trok hij naar Metalist Charkov. In 2006 ging Obiorah terug naar Chamois Niortais.

## Interlandcarrière
Obiorah speelde drie wedstrijden voor de nationale ploeg van Nigeria. Daarin scoorde hij eenmaal.
1 Shorunmu ·
2 Yobo ·
3 Babayaro ·
4 Kanu ·
5 Okoronkwo ·
6 West ·
7 Ikedia ·
8 Adepoju ·
9 Ogbeche ·
10 Okocha  ·
11 Lawal ·
12 Ejide ·
13 Afolabi ·
14 Udeze ·
15 Christopher ·
16 Sodje ·
17 Aghahowa ·
18 Akwuegbu ·
19 Ejiofor ·
20 Obiorah ·
21 Utaka ·
22 Enyeama ·
23 Opabunmi ·
Coach: Onigbinde